# Михайлівська волость (Костянтиноградський повіт)
Михайлівська волость (Жирківська) — адміністративно-територіальна одиниця Костянтиноградського повіту Полтавської губернії з центром у селі Михайлівка.

## Історія
Біля 1912 року Жирківська волость перейменована в Михайлівську, волосне правління перенесене з Жирківки в Михайлівку.
Старшинами волості були:
- 1900 року Іван Леонтійович Жадко[2];
- 1904 року Зиновій Яковенко[3];
- 1913—1915 роках Марко Данилович Клочко[4],[5].